# 엘살바도르의 로마 가톨릭 교구 목록
엘살바도르의 로마 가톨릭 교구는 1개 관구에 관구장좌 대교구 1개와 일반교구 7개로 구성되며 교황직속에 군종교구가 있다.

## 교구

### 산살바도르 관구(Province of San Salvador)
- 산살바도르 관구장좌 대교구(Archdiocese of San Salvador)
- 찰라테낭고 교구( Diocese of Chalatenango)
- 미구엘 교구( Diocese of San Miguel)
- 산비센테 교구( Diocese of San Vicente)
- 산타아나 교구( Diocese of Santa Ana)
- 산티아고데마리아 교구( Diocese of Santiago de María)
- 손소나테 교구( Diocese of Sonsonate)
- 사카테콜루카 교구( Diocese of Zacatecoluca)

### 교황직속
- 엘살바도르 군종교구(Military Ordinariate of El Salvador )